# Isidorea gonavensis
Isidorea gonavensis là một loài thực vật có hoa trong họ Thiến thảo. Loài này được Aiello & Borhidi mô tả khoa học đầu tiên năm 1986.